# Dolní Lomnice
Dolní Lomnice je vesnice v okrese Praha-východ, součást obce Kunice. Nachází se 2,5 km na jihovýchod od Kunic. Je zde evidováno 99 adres.
V katastrálním území Dolní Lomnice u Kunic leží i části obce Vidovice a Horní Lomnice.

## Pamětihodnosti
- Zámek Chlum – zbořen 2012
- socha sv. Jana Nepomuckého - litinová polychromovaná plastika z první půle 19. století, chráněná kulturní památka, stávala před zámkem Chlum (čp. 1), v němž byla ještě v roce 2008 údajně deponována; dnes evidována jako odcizená[3]
- podstavec výše uvedené sochy sv. Jana Nepomuckého přemístěný od zámku Chlum k rybníku proti domu čp. 18. Dne 31. srpna 2024 byla ve spolupráci obce Kunice - Dolní Lomnice a Spolku Lomice na podstavec umístěna nová pískovcová socha sv. Jana Nepomuckého.
- Přírodní památka Lom Chlum
- kaple (obnovena 2024)

## Další fotografie

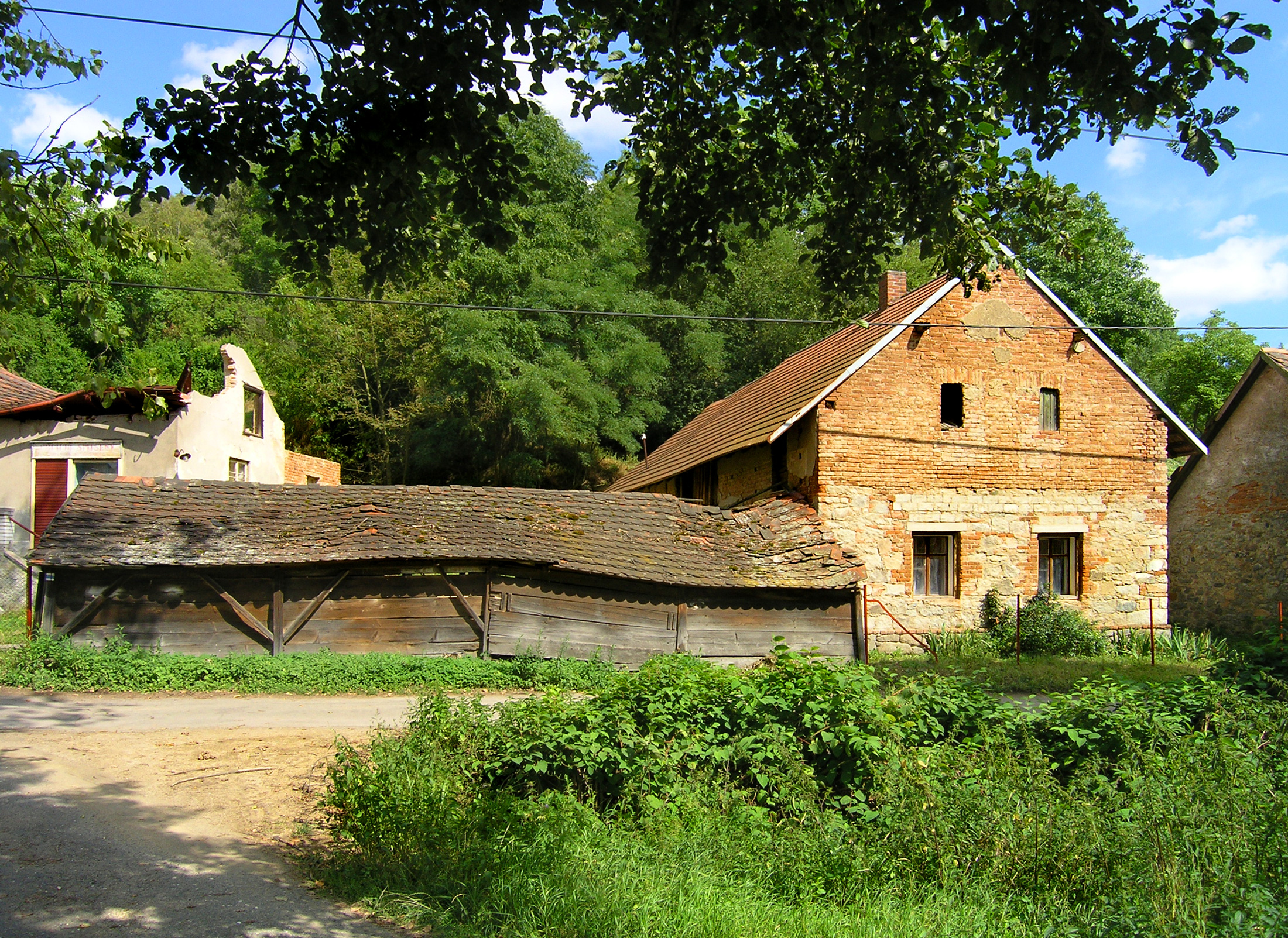
opuštěný statek
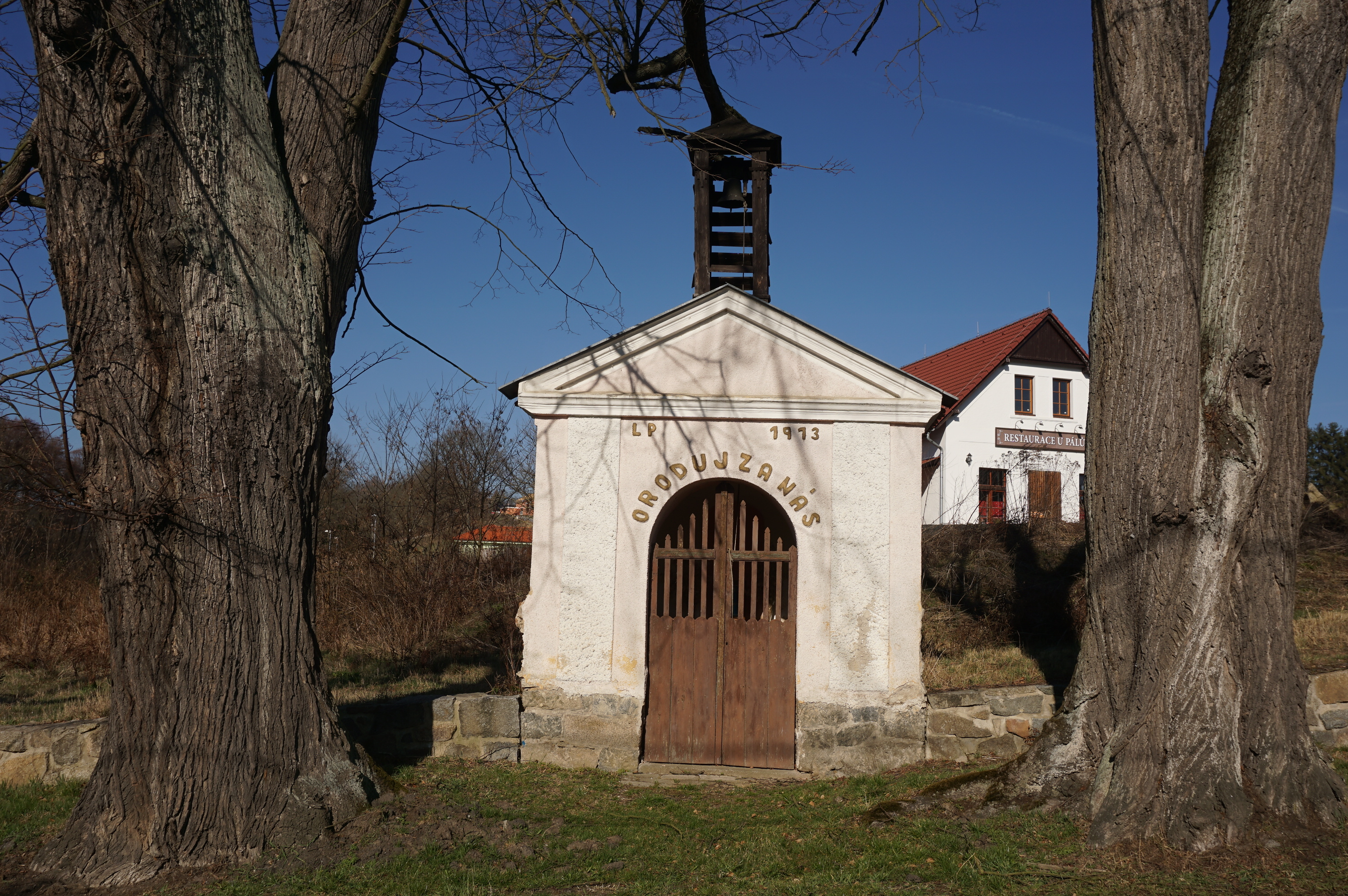
kaple
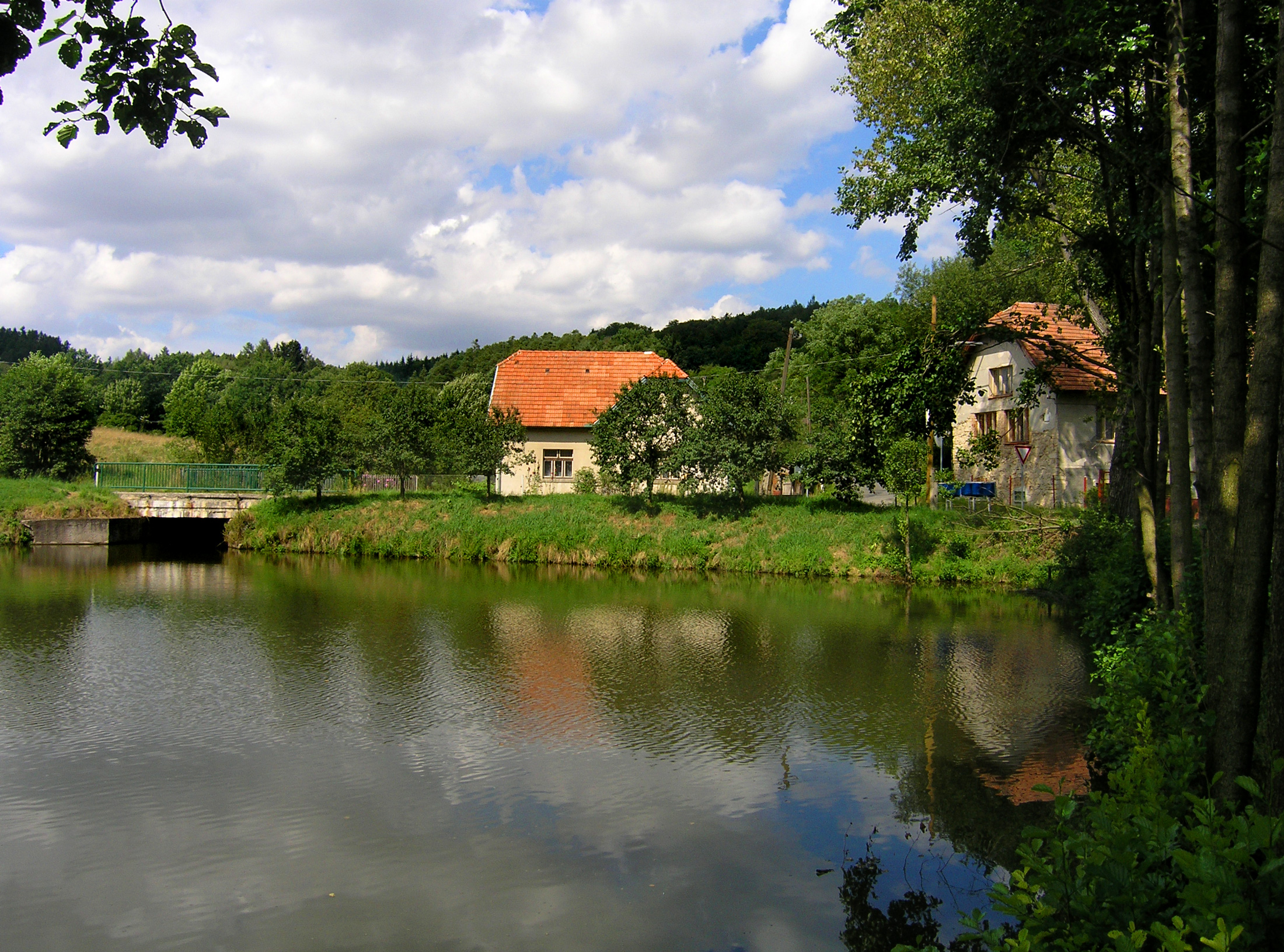
rybník na Lomnickém potoce
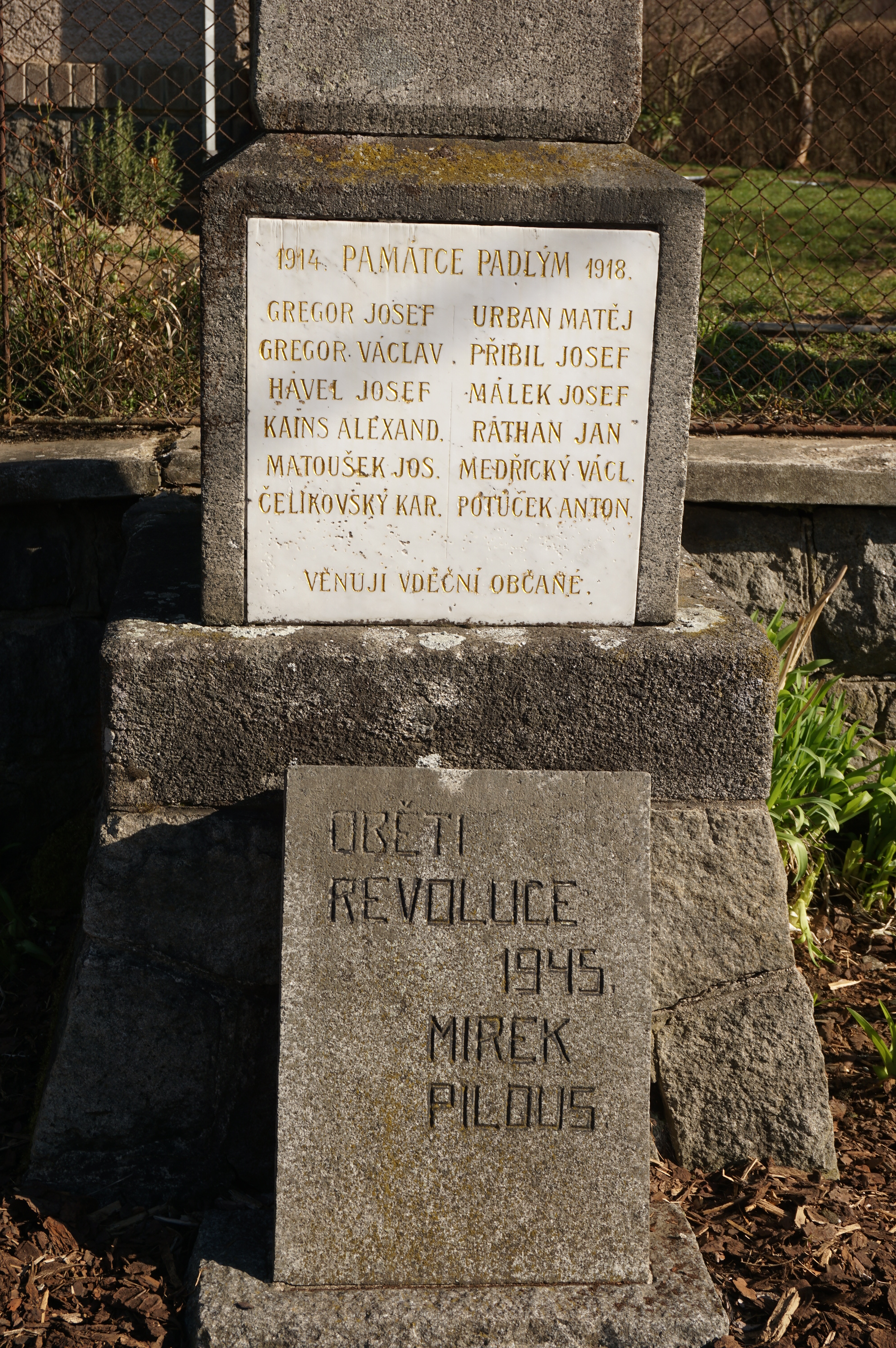
pomník padlým
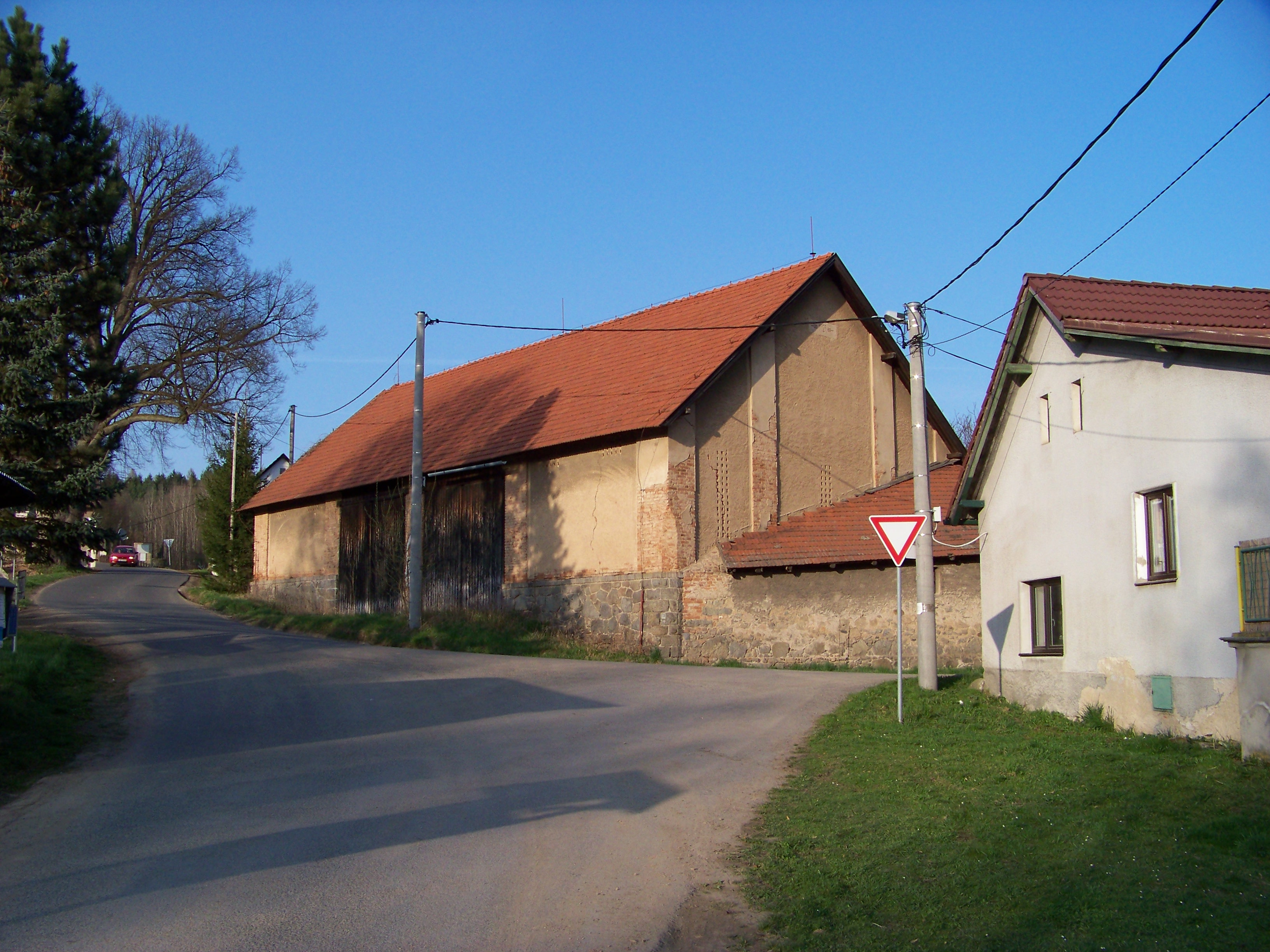
stodola u čp. 6
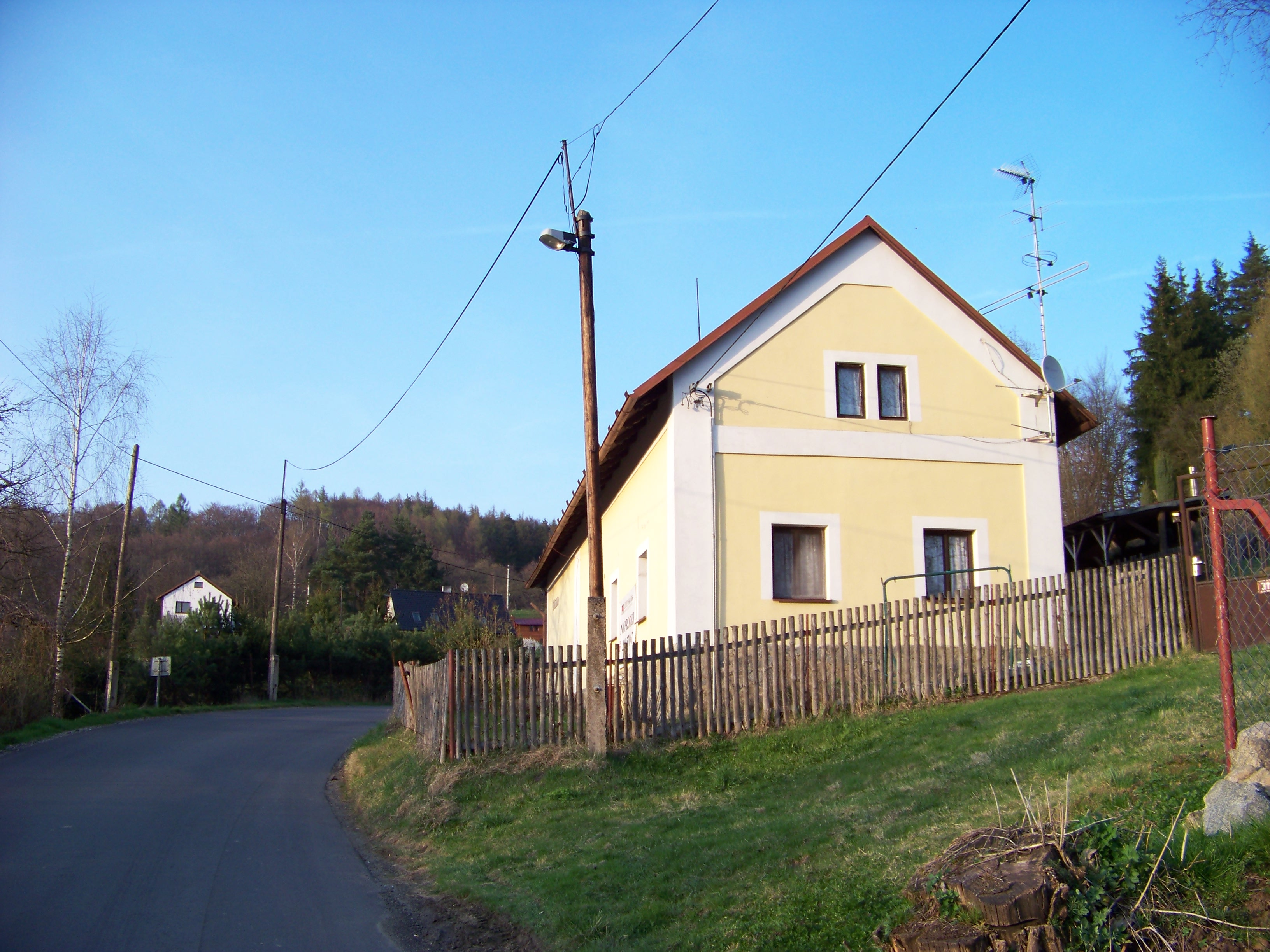
dům čp. 31
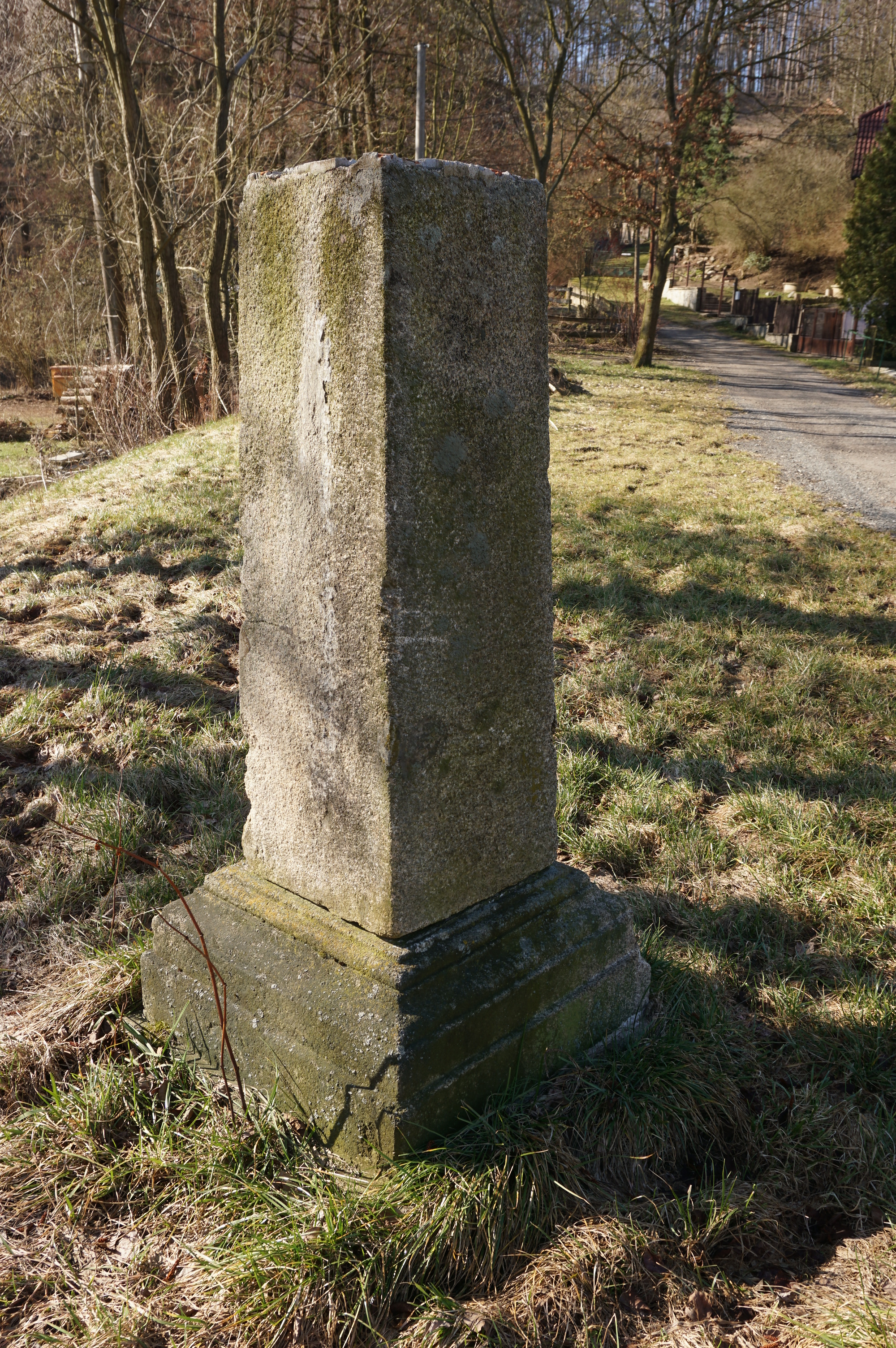
podstavec ztracené sochy sv. Jana Nepomuckého
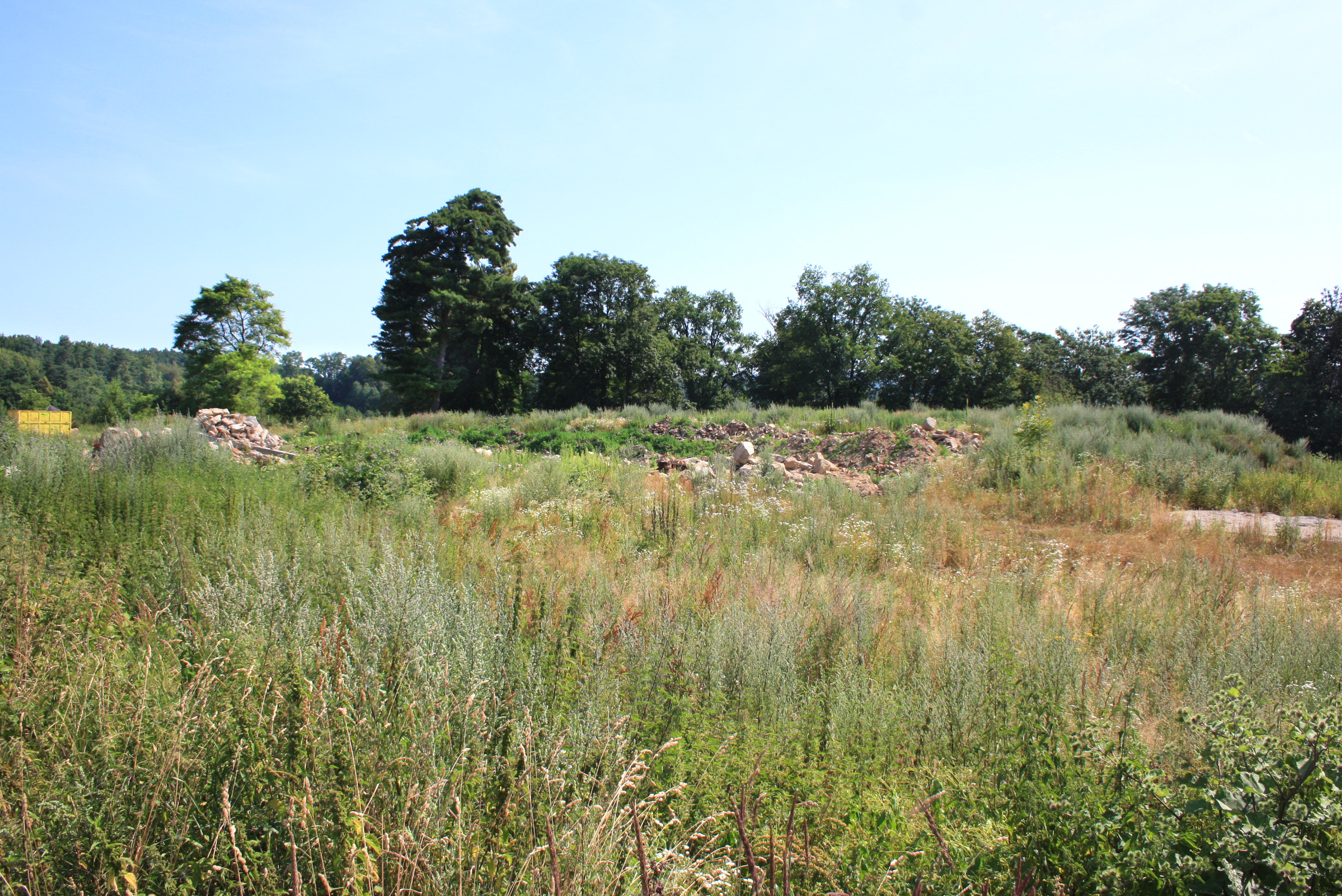
zbořeniště zámku Chlum
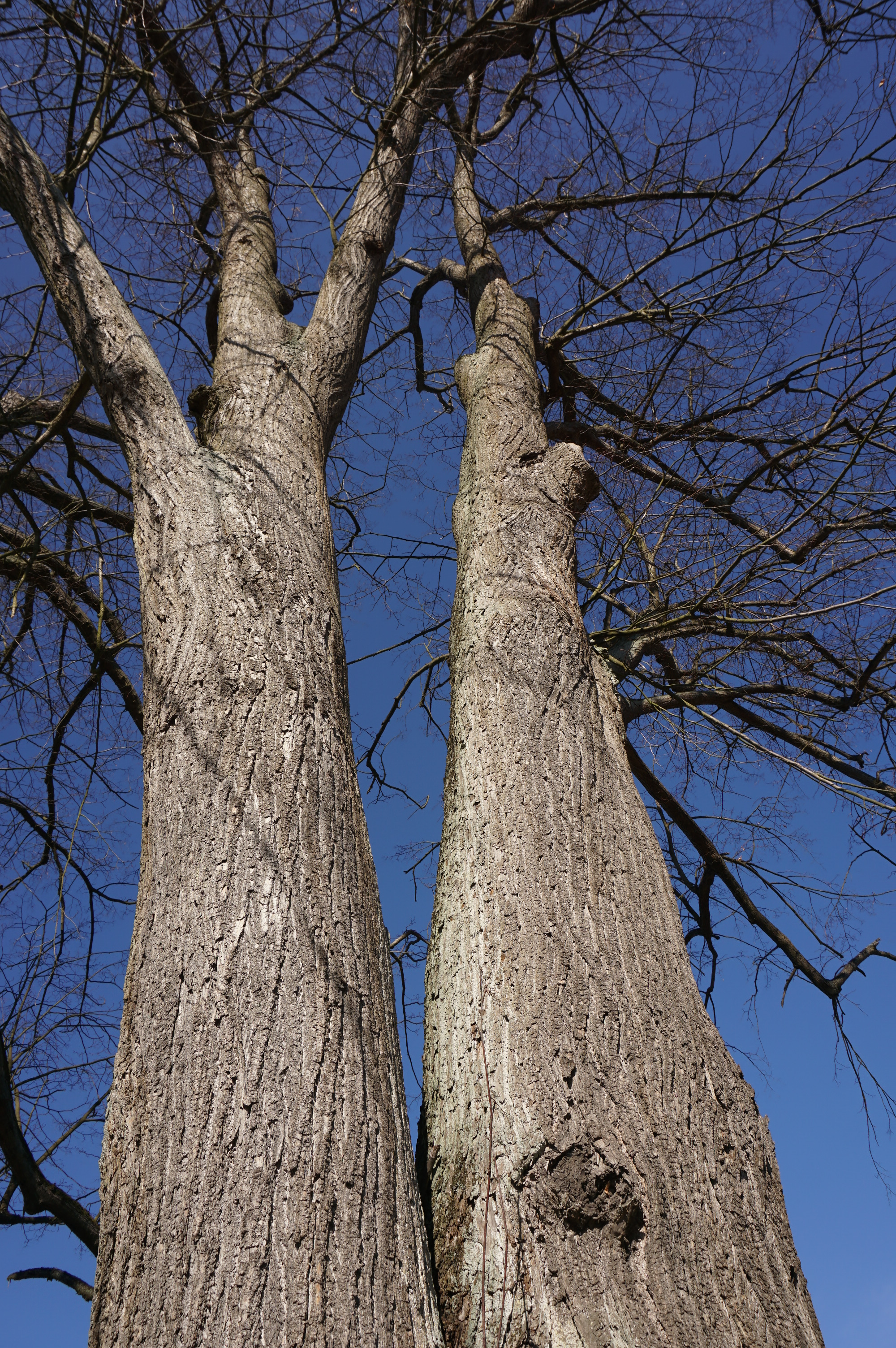
jedna z památných lip
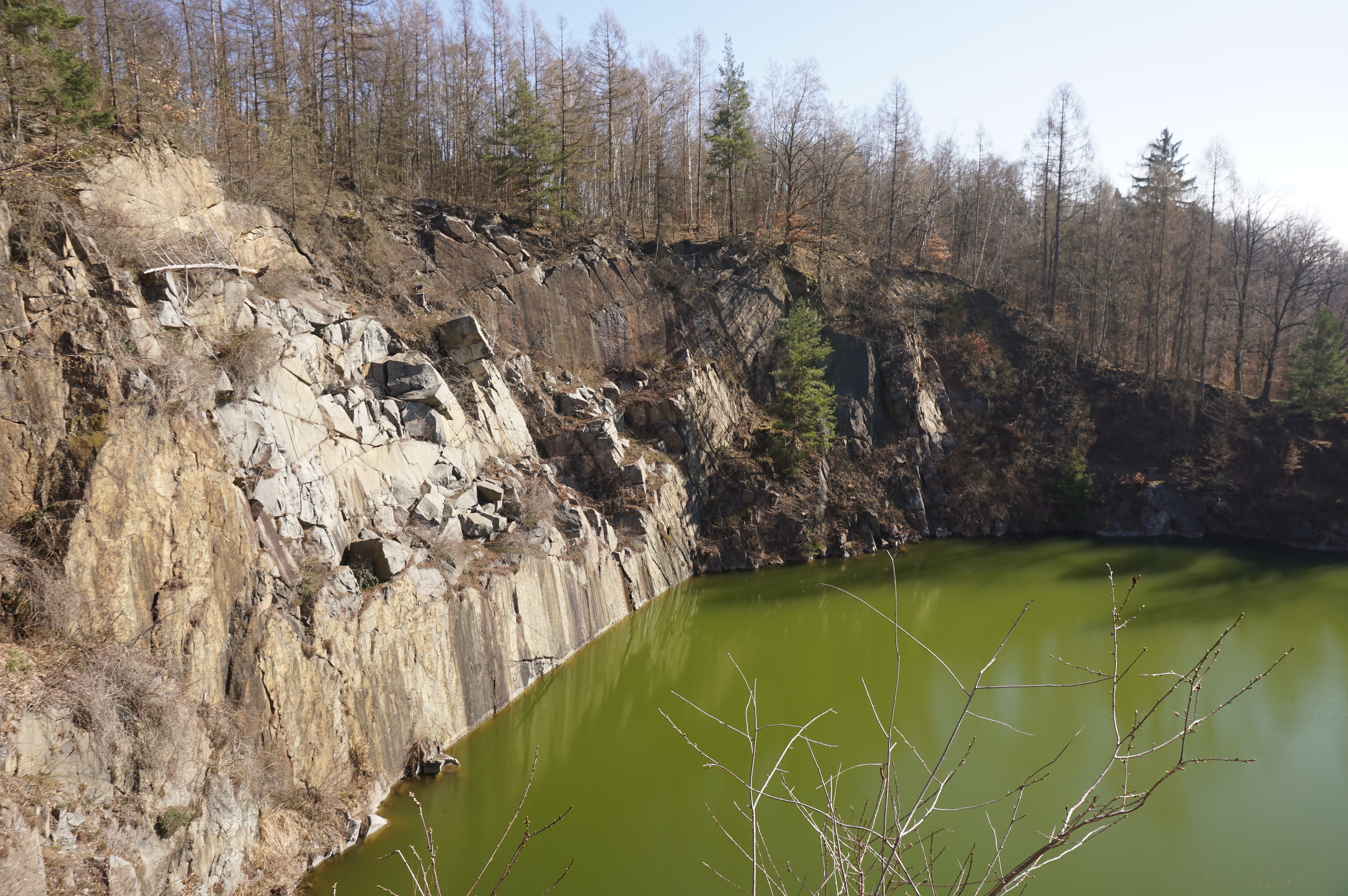
přírodní památka Lom Chlum